# Ђорђе Новковић
Ђорђе Новковић (Владимирци, 2. септембар 1943 — Загреб, 6. мај 2007) био је југословенски и хрватско/српски композитор забавне музике. Његов син је познати хрватски певач Борис Новковић.

## Биографија
Рођен у мешовитој српско-хрватској породици. Ђорђев отац Вукашин је био виолиниста, па је његов музички таленат откривен рано.
Са шест година је кренуо у музичку школу, а на Музичкој академији у Сарајеву дипломирао је дириговање у класи професора Младена Позајића.
Преминуо је 6. маја 2007. године у 64. години живота у Загребу.

## Каријера
Шездесетих је свирао са Индексима, а затим, 1967. године оснива Про Арте. Идуће, 1968, преселио се у Загреб, и исте године, на загребачком фестивалу, у вечери шансоне, са песмом Стари Пјер постиже први велики успех.
Писао је песме за Мишу Ковача, Неду Украден, Здравка Чолића, Душка Локина, Терезу Кесовију, Ивицу Шерфезија, групу Про Арте, Габи Новак, Сребрна крила и многе друге.
Плоче извођача за које је он компоновао продаване су у више од 100 милиона примерака. Од 1989. до 2000. године живео је у Ровињу.
Његова песма Don't ever cry у извођењу групе Путокази била је прва хрватска представница на такмичењу за Песму Евровизије 1993. Добио је награду Порин за животно дело. Учествовао је на готово свим фестивалима у Хрватској, али и на простору бивше Југославије и добитник је многобројних награда.
Написао је више од 2500 песама и продао више од 20 милиона плоча. Од 1997. године постао је сувласник и директор програма у највећој хрватској издавачкој кући „Croatia Records“.

## Стваралаштво
- Ивица Перцл: Стари Пјер
- Про арте: Пружи ми руку, љубави, Лола, Елена, Сам на свијету, Тике-тике тачке, Пусти нека сузе теку, Немој драга плакати, Марина, Вратија се барба из Америке, Јасмина, Једна мала плава
- Мишо Ковач: Све што ми живот пружа, Више се нећеш вратити, Серенада, За твоју љубав све бих дао, И дође дан, Други јој расплиће косу, а ја је волим, Не могу да те заборавим, Остала си увијек иста, Још и данас теку сузе једне жене, Без растанка суза нема, Волио сам жену, коју нисам смио, Никога нисам волио тако, Ја немам више разлога да живим, Ако ме оставиш, Мало ми је један живот с тобом, Сутра ми суде, Сви пјевају, ја не чујем
- Боба Стефановић: Кажу ми да још си увек сама
- Зденка Вучковић: Љубави ми дај
- Здравко Чолић: Дуга, Љубав има лажни сјај, Друже Тито, ми ти се кунемо, Нове лаковане ципелице, Јужњаци
- Душко Локин: Дођи, Још памтим, Расплети вијенац љубави, Ти си била увијек покрај мене, Вјетри шуме, ријечи носе, Опијаш ме јаче него вино
- Неда Украден: Пиши ми, Реци ми гдје сам погријешила, Не вјеруј, Крадеш ми снове, Зора је, Ниси ти био за мене, Само је небо изнад нас, Дошло доба да се растајемо, Шуми, шуми јаворе, Боли, боли, Остарићу, чекајући на те, Не мириши зумбуле, Боље да се никад' срели нисмо, Шај роде шај, Мајко мајко, Послужи нас срећо, Поноћ је, Очи невјерне, Не зови ме у поноћ
- Махир Палош: Сама си, а још те волим, Ти си жена коју сањам
- Џо Марачић Маки: Довиђења, Дал' се сјетиш некад мене, Пустите срцу нека воли
- Кићо Слабинац: Ја каква је на Бембаши трава, Пусти ноћас своје косе
- Сребрна крила: Ана, Волио сам Тању, Закуни се љубави, Ја нисам коцкар, Прва ноћ са њом, Сањар луталица, Ја сам само један од многих са гитаром, Срео сам љубав из прве пјесме
- Драган Стојнић: Не вјеруј, Биће дана, Иде, иде живот
- Тереза Кесовија: Није ми лако, Људи
- Дарко Домијан: Јелена је била лијепа
- Габи Новак: Нада, Храбри људи
- Љупка Димитровска: Нисам се кајала
- Море: Само симпатија
- Жељко Бебек: Жута ружа, Ко ће да ми суди, И Бог је од нас дигао руке, Лаку ноћ, свирачи
- Јасна Злокић: Кад' оду сви, Једна лађа морем плови, Тихо свирај пјесму љубавну, Срце лутајуће
- Владо Калембер: Вино на уснама, Не перу ријеке све твоје гријехе
- Ален Славица: Ријеко моја зелена, Ја лудујем, Дао сам ти душу
- Неџад Салковић: Јесен у врту мом